# Biografielijst Cs

## Csa
- László Csaba (1963), Hongaars voetballer en voetbaltrainer
- Ladislav Csáder (1909-1975), Tsjechoslowaaks fotograaf en grafisch ontwerper
- Ibolya Csák (1915-2006), Hongaars atlete
- László Csatáry (1915-2013), Hongaar, van nazioorlogsmisdaden beschuldigd

## Cse

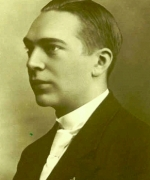
András Cseh

- András Cseh (1895-1979), Hongaars-Nederlands priester en esperantist
- László Cseh (1985), Hongaars zwemmer
- Chloe Csengery (2000), Amerikaans actrice
- József Csermák (1932-2001), Hongaars atleet
- Éva Csernoviczki (1986), Hongaars judoka

## Csi
- Ferenc Csik (1913-1945), Hongaars zwemmer
- Mihály Csíkszentmihályi (1934-2021), Amerikaans-Hongaars psycholoog

## Cso
- Szilveszter Csollány (1970-2022), Hongaars turner

## Csu
- István Csurka (1934), Hongaars journalist, schrijver en politicus